# 王宗濂
王宗濂，山西汾阳人，是一名清朝政治人物。
王宗濂曾于1861年接替刘郇膏任上海县知县一职，1861年由陈福勋接任。